# Vila (Portugal)
Vila is een status die in Portugal wordt gegeven aan middelgrote plaatsen (meestal freguesias) die niet groot genoeg zijn om een cidade te worden genoemd maar toch in zekere mate zelfvoorzienend zijn. De status van vila wordt door het Parlement van Portugal vergeven. Op dit moment (2011) zijn er 582 vila's in Portugal.

## Voorwaarden
Om de status van vila te krijgen, moet een plaats minimaal aan de volgende voorwaarden voldoen:
- Er moeten minimaal 3000 stemgerechtigde inwoners zijn.

Daarnaast moet het minstens de helft van de volgende voorzieningen hebben:
- Een artsenpraktijk
- Een apotheek
- Een cultureel centrum
- Openbaar vervoer
- Een postkantoor
- Een hotel en winkels
- Een school
- Een bank

## Wapen
Het heraldische wapen van een vila heeft een muurkroon met vier torens, ter onderscheiding van een aldeia (dorp, drie torens) en een cidade (stad, vijf torens).